# Organyà
Organyà település Spanyolországban, Lleida tartományban. Organyà Cabó, Fígols i Alinyà és Coll de Nargó községekkel határos. Lakosainak száma 811 fő (2024).

## Népesség
A település népessége az utóbbi években az alábbiak szerint változott:
| Lakosok száma | 350  | 978  | 1059 | 1171 | 1079 | 935  | 958  | 841  | 784  | 811  |
|               | 1717 | 1887 | 1936 | 1960 | 1986 | 2004 | 2009 | 2014 | 2019 | 2024 |